# Upplands runinskrifter 1070
Upplands runinskrifter 1070 är en vikingatida runsten av röd granit i Kroksta, Åkerby socken och Uppsala kommun. 
Runstenen är cirka 1,9 meter hög och 1,15 meter bred. Runhöjden är cirka 7,5 centimeter. Runorna "tatr" som omnämns på ristningen återger ett namn, oklart emellertid vilket.

## Inskriften
Translitterering av runraden:
tatr ' auk ' kamal ' litu ' rita ' sti[n ' ifti]ʀ ' þorþ ' faþur sin
Normalisering till runsvenska:
''tatr ok Gamall letu retta stæin æftiʀ Þorð, faður sinn.
Översättning till nusvenska:
tatr och Gammal läto resa stenen efter Tord, sin fader.